# 서천 봉남리 삼층석탑
봉남리 삼층석탑(峰南里 三層石塔)은 대한민국 충청남도 서천군 마서면에 있는 고려시대의 삼층석탑이다. 1984년 5월 17일 충청남도의 문화재자료 제130호로 지정되었다.

## 참고 자료
- 봉남리삼층석탑 - 국가유산청 국가유산포털